# Liste der Bodendenkmäler in Püchersreuth
Auf dieser Seite sind die Bodendenkmäler in der Oberpfälzer Gemeinde Püchersreuth zusammengestellt. Diese Tabelle ist eine Teilliste der Liste der Bodendenkmäler in Bayern. Grundlage ist die Bayerische Denkmalliste, die auf Basis des Bayerischen Denkmalschutzgesetzes vom 1. Oktober 1973 erstmals erstellt wurde und seither durch das Bayerische Landesamt für Denkmalpflege geführt wird. Die folgenden Angaben ersetzen nicht die rechtsverbindliche Auskunft der Denkmalschutzbehörde.

## Bodendenkmäler der Gemeinde Püchersreuth

### Bodendenkmäler in der Gemarkung Eppenreuth
| Lage                  | Objekt                                | Akten-Nr.     | Bild |
| --------------------- | ------------------------------------- | ------------- | ---- |
| Eppenreuth (Standort) | Mittelalterlicher Burgstall.          | D-3-6239-0002 |      |
| Eppenreuth (Standort) | Frühneuzeitliche Wüstung Plattenberg. | D-3-6239-0107 |      |

### Bodendenkmäler in der Gemarkung Ilsenbach
| Lage                 | Objekt | Akten-Nr.     | Bild |
| -------------------- | --- | ------------- | ---- |
| Ilsenbach (Standort) | Mittelalterlicher Burgstall Kronsburg. | D-3-6239-0030 |      |
| Ilsenbach (Standort) | Archäologische Befunde des Mittelalters und der frühen Neuzeit im Bereich des ehemaligen Schlosses Ilsenbach.                                                                         | D-3-6239-0043 |      |
| Ilsenbach (Standort) | Archäologische Befunde des Mittelalters und der frühen Neuzeit im Bereich der katholischen Filialkirche St. Johannes der Täufer in Ilsenbach.                                         | D-3-6239-0096 |      |
| Ilsenbach (Standort) | Archäologische Befunde der frühen Neuzeit im Bereich der katholischen Wallfahrtskirche St. Quirinus bei Botzersreuth, darunter die Spuren von Vorgängerbauten bzw. älterer Bauphasen. | D-3-6239-0101 |      |
| Ilsenbach (Standort) | Abgegangene spätmittelalterliche und frühneuzeitliche Wallfahrtskapelle bei der Quirini-Marter.                                                                                       | D-3-6239-0104 |      |
| Ilsenbach (Standort) | Frühneuzeitliche Wüstung Auerbergmühl. | D-3-6239-0106 |      |

### Bodendenkmäler in der Gemarkung Püchersreuth
| Lage                    | Objekt | Akten-Nr.     | Bild |
| ----------------------- | --- | ------------- | ---- |
| Püchersreuth (Standort) | Mittelalterlicher Turmhügel, untertägige Befunde des Alten Schlosses in Püchersreuth. | D-3-6239-0031 |      |
| Püchersreuth (Standort) | Archäologische Befunde des Mittelalters und der frühen Neuzeit im Bereich der evangelisch-lutherischen Pfarrkirche St. Peter und Paul in Püchersreuth, darunter die Spuren von Vorgängerbauten bzw. älterer Bauphasen. | D-3-6239-0098 |      |
| Püchersreuth (Standort) | Archäologische Befunde und Funde des Mittelalters und der frühen Neuzeit im Bereich des ehemaligen Neuen Schlosses in Püchersreuth.                                                                                    | D-3-6239-0144 |      |

### Bodendenkmäler in der Gemarkung Wurz
| Lage            | Objekt | Akten-Nr.     | Bild |
| --------------- | --- | ------------- | ---- |
| Wurz (Standort) | Spätpaläolithische und mesolithische Freilandstation, Siedlung der Urnenfelderzeit. | D-3-6239-0025 |      |
| Wurz (Standort) | Spätpaläolithische und mesolithische Freilandstation. | D-3-6239-0027 |      |
| Wurz (Standort) | Spätpaläolithische und mesolithische Freilandstation. | D-3-6239-0040 |      |
| Wurz (Standort) | Spätpaläolithische und mesolithische Freilandstation. | D-3-6239-0059 |      |
| Wurz (Standort) | Spätpaläolithische und mesolithische Freilandstation. | D-3-6239-0065 |      |
| Wurz (Standort) | Archäologische Befunde des Mittelalters und der frühen Neuzeit im Bereich der katholischen Pfarrkirche St. Matthäus in Wurz, darunter die Spuren von Vorgängerbauten bzw. älterer Bauphasen. | D-3-6239-0103 |      |
| Wurz (Standort) | Spätpaläolithische und mesolithische Freilandstation, vorgeschichtliche Siedlung. | D-3-6239-0111 |      |
| Wurz (Standort) | Spätpaläolithische und mesolithische Freilandstation. | D-3-6239-0119 |      |
| Wurz (Standort) | Mesolithische Freilandstation. | D-3-6239-0145 |      |